# Gilbert von Sempringham

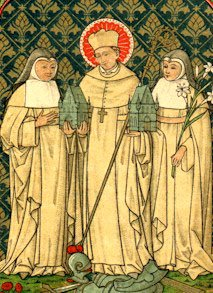
St. Gilbert mit zwei Nonnen (19. Jh.)

Gilbert von Sempringham (* zwischen 1083 und 1089; † 4. Februar 1189) war ein englischer Ordensgründer.
Sein Vater Jocelin war ein reicher normannischer Ritter mit Landbesitz in Lincolnshire. Aufgrund einer Missbildung war er für den Militärdienst nicht geeignet und wurde deshalb nach Paris zum Studium geschickt. Als er nach Lincoln zurückkam, wurde er Sekretär von Robert Bloet, dem Bischof von Lincoln, dessen Nachfolger Alexander ihn 1123 zum Priester weihte. Er wies aber das angebotene Archidiakonat zurück.
Nach dem Tod seines Vaters kehrte er 1131 nach Sempringham zurück und gründete auf dem dortigen väterlichen Besitz ein Kloster für arme Mädchen, die nach der Benediktinerregel in strenger Klausur lebten, und in Verbindung damit ein Kloster nach der Regel der Augustinerchorherren mit besonderen Zusätzen aus der Zisterzienserregel. Daraus entwickelte sich der Orden der Gilbertiner, nachdem es das Generalkapitel der Zisterzienser 1147 in Citeaux abgelehnt hatte, die rasch wachsende Gemeinschaft Gilberts aufzunehmen. Es ist der einzige von einem Engländer gegründete Orden. Außerhalb Englands hat er keine Verbreitung gefunden. Der Doppelorden der Gilbertiner wurde 1148 von Eugen III. bestätigt und 1536 unter Heinrich VIII. im Zuge der Auflösung der englischen Klöster aufgehoben.
1202 sprach Papst Innozenz III. Gilbert von Sempringham heilig. Sein katholischer und anglikanischer Gedenktag ist der 4. Februar, es sind jedoch auch Angaben für den 11. Februar vorhanden.